# Utz Eckstein
Utz Eckstein, mit latinisiertem Humanistennamen Acrogoniaeus (* um 1490 in Esslingen am Neckar; † 7. Oktober 1558 in Zürich), war ein reformierter Geistlicher und Pamphletist der Reformationszeit.

## Leben

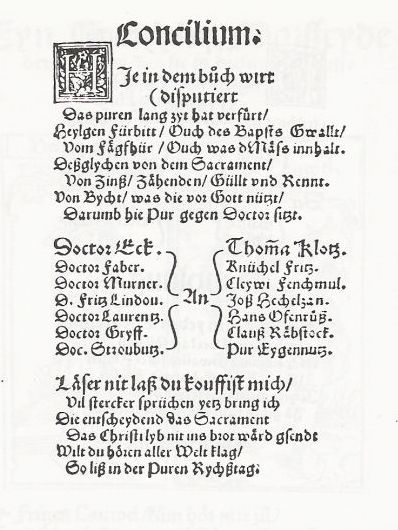
Titelblatt der Flugschrift Concilium, 1525.

Utz Eckstein wurde um 1490 in Esslingen geboren. Über seine Jugend und Ausbildung ist nichts bekannt. Er kam als Wanderprädikant ins Gebiet der heutigen Schweiz. Sein Name taucht erstmals in Weesen auf, wo er von 1522 bis 1523 als Frühmesser tätig war. In dieser Zeit wird er die Reformationsbewegung um Ulrich Zwingli kennengelernt haben. Zwischen 1525 und 1527 erschienen von ihm in kurzem Zeitabschnitt scharfe Pamphlete zur Verbreitung der zwinglischen Lehre. Er argumentierte zu Beginn aus einer radikalreformatorischen und bauernfreundlichen Position, schwenkte aber später, was die Bauernfrage betraf, auf eine obrigkeitsnahe Argumentation um (Rychßtag 1526). In seiner Schrift Concilium polemisierte er gegen die altgläubigen Theologen Eck, Fabri und Murner, die er auch nach der Badener Disputation persönlich verunglimpfte (Eyn hüpsch lied doctor Johansen Ecken unnd Fabers badenfart betreffende 1526). Thomas Murner, der hinter dem Namen Eckstein ein Pseudonym von Ulrich Zwingli vermutete, wurde zu seinem literarischen Hauptgegner. Gegen ihn verfasste Eckstein eine polemische Schrift (Uff Doctor Thoma Murners calender ein hübsch lied 1527), die jedoch vermutlich in der Zensur hängen blieb. Nach 1527 sind keine Veröffentlichungen mehr bekannt. Er war in der Folge in verschiedenen Pfarreien der Nordostschweiz tätig; so in Thalwil (1527–28), in Rorschach (1528–31), später in Zollikon und Niederweningen. Von 1535 bis zu seinem Tode im Jahre 1558 amtete er als Pfarrer in Uster.
Seine Schriften waren in der Zeit der frühen Reformation weit verbreitet und erlebten zum Teil mehrere Auflagen. Sie gerieten jedoch, wie der Autor auch, schon bald in Vergessenheit.

## Werk
- Dialogus. Ein hüpsche disputation, die Christus hat mit Adam thon, darinn ein mensch erlernen mag, nach welchen wercken Gott frag. Zürich 1525 (Digitalisat).
- Klag des gloubens, der hoffnung und ouch liebe über geystlichen und weltlichen stand der christenheit. Zürich 1526 (Digitalisat).
- Concilium. Hje in dem buoch wirt disputiert, das puren lang zyt hat verfüert: Heylgen Fürbitt, ouch des bapsts gwallt, vom fägfhür, ouch was dmäß innhalt, deßglychen von dem sacrament, von zinß, zähenden, güllt und rennt, von bycht, was die vor Gott nützt, darumb hie pur gegen doctor sitzt. Zürich 1525 (Digitalisat).
- Rychßtag. Der edlen und pauren bricht und klag, z Fridberg ghandlet auff dem rychßtag. Zürich 1526 (Digitalisat).
- Eyn hüpsch lied doctor Johansen Ecken unnd Fabers badenfart betreffende uff das MDXXVI. jar. Zürich 1526 (Digitalisat).
- Uf doctor Thomas Murners calender. Ein hübsch lied. Zürich 1527.